# Капрара, Альберт
Граф Альберт Капрара (нем. Albert von Caprara; 1627—1691) — австрийский генерал и дипломат.
Родом из Болоньи, племянник Оттавио Пикколомини, двоюродный брат Монтекукколи. Отличился в турецко-венгерских войнах и исполнял в 1682 и 1685 годы важные дипломатические миссии в Константинополе. Замечателен итальянский отчёт, переведённый и на немецкий язык, о его первой миссии, изданный его секретарём Джиованни Беналия (Болонья, 1684). Капрара помимо основной деятельности также переводил сочинения Сенеки.